# 香流橋
香流橋（かなればし）は、愛知県名古屋市千種区の地名。現行行政地名は香流橋一丁目及び香流橋二丁目。住居表示実施地域。

## 地理
名古屋市千種区北東部に位置する。東は名東区猪子石原、北は守山区、南東は新西、南西は竹越に接する。

## 歴史

### 地名の由来
香流川に架かる同名の橋に由来する。香流橋は「土橋」の別名があり、洪水により幾度も破壊された末に、1969年（昭和44年）に完成したものという。また、香流川の名称は、涸れることのない川という意味であるという説（涸流川）、宝が連なる川の意味であるという説（金流川）がある。

### 沿革
- 1983年（昭和58年）8月28日 - 千種区猪高町大字猪子石原の一部により、同区香流橋一丁目および同二丁目として成立[1]。同時に住居表示を実施[3]。

## 世帯数と人口
2019年（平成31年）1月1日現在の世帯数と人口は以下の通りである。
| 丁目         | 世帯数  | 人口    |
| ------------ | ------- | ------- |
| 香流橋一丁目 | 300世帯 | 562人   |
| 香流橋二丁目 | 352世帯 | 902人   |
| 計           | 652世帯 | 1,464人 |

### 人口の変遷
国勢調査による人口の推移
| 1980年（昭和55年） | 526人   | [ 4 ]     |  |
| 1985年（昭和60年） | 476人   | [ 4 ]     |  |
| 1990年（平成2年）  | 491人   | [ 5 ]     |  |
| 1995年（平成7年）  | 412人   | [ 6 ]     |  |
| 2000年（平成12年） | 1,225人 | [ WEB 6 ] |  |
| 2005年（平成17年） | 1,491人 | [ WEB 7 ] |  |
| 2010年（平成22年） | 1,441人 | [ WEB 8 ] |  |

## 学区
市立小・中学校に通う場合、学校等は以下の通りとなる。また、公立高等学校に通う場合の学区は以下の通りとなる。
| 丁目         | 番・番地等 | 小学校                   | 中学校               | 高等学校 |
| ------------ | ---------- | ------------------------ | -------------------- | -------- |
| 香流橋一丁目 | 全域       | 名古屋市立千代田橋小学校 | 名古屋市立千種中学校 | 尾張学区 |
| 香流橋二丁目 | 全域       | 名古屋市立千代田橋小学校 | 名古屋市立千種中学校 | 尾張学区 |

## 施設
- 名古屋市千種環境事業所[2]
- 名古屋市猪子石工場[2]
- 香流橋地域センター[2]
- 香流橋プール[2]
- 茶屋坂自動車学校[2]
- 小原橋緑地[2]
- 名古屋市清風荘

1966年（昭和41年）4月1日、千種区田代町において開業した名古屋市の軽費老人ホーム。

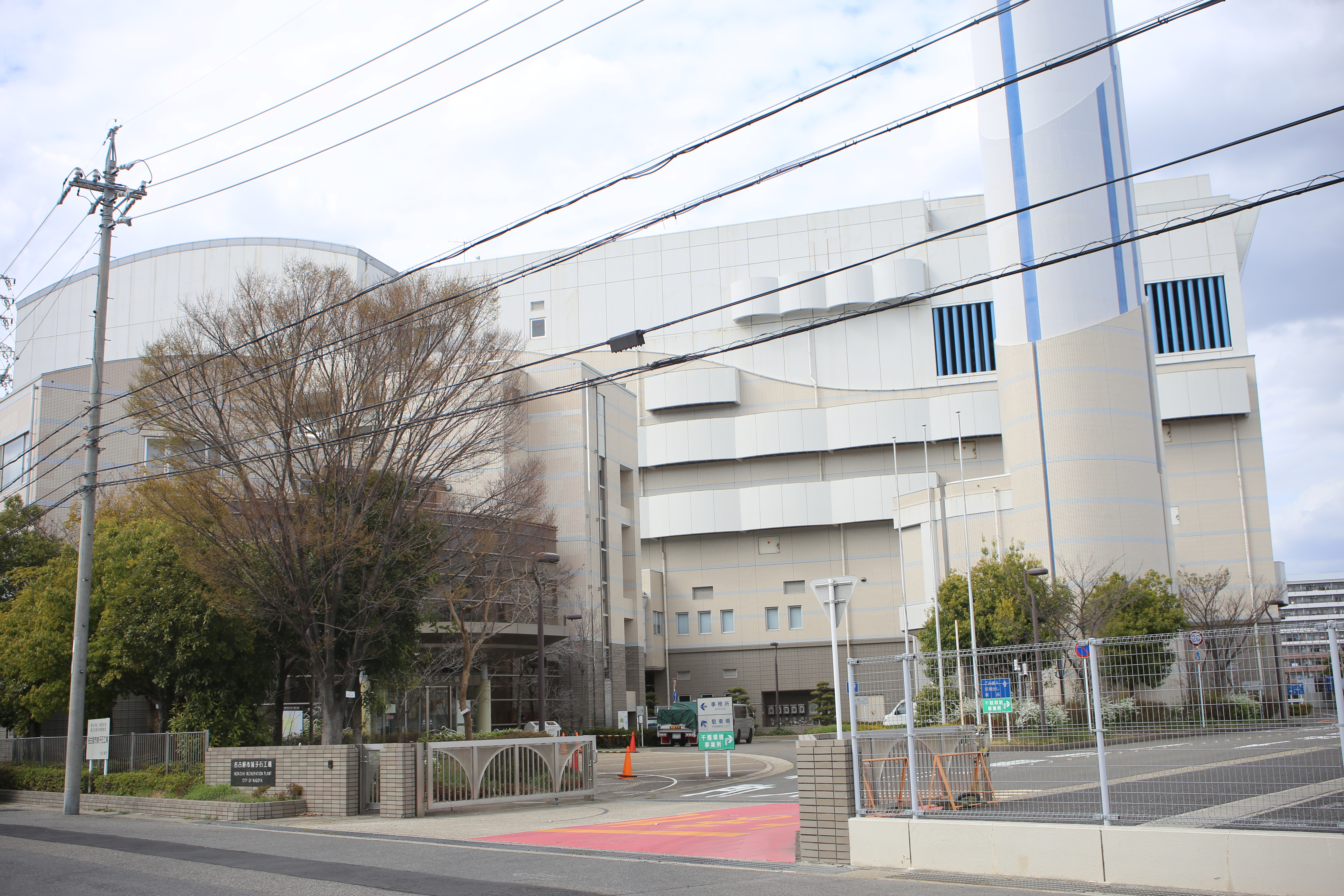
名古屋市猪子石工場
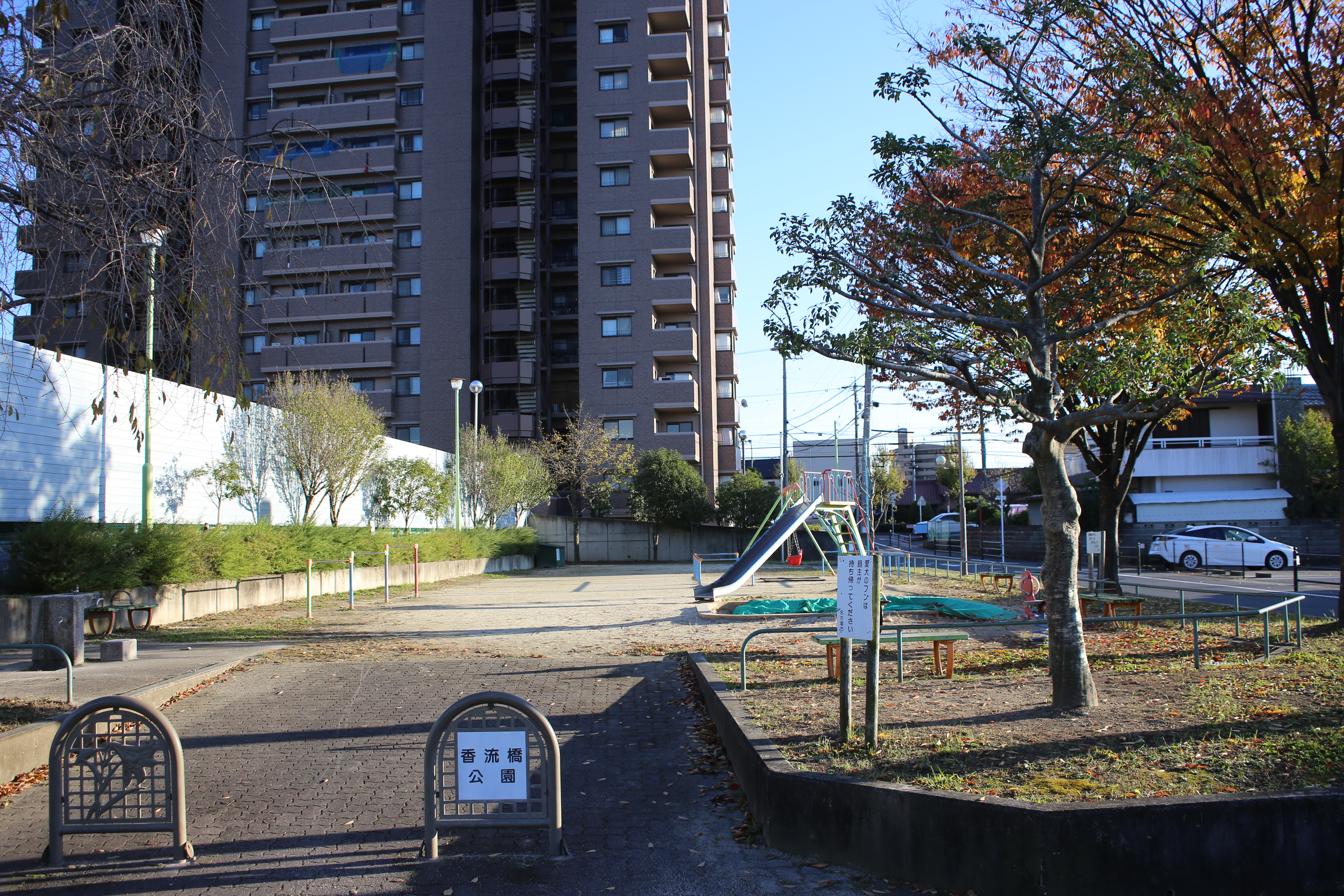
香流橋公園
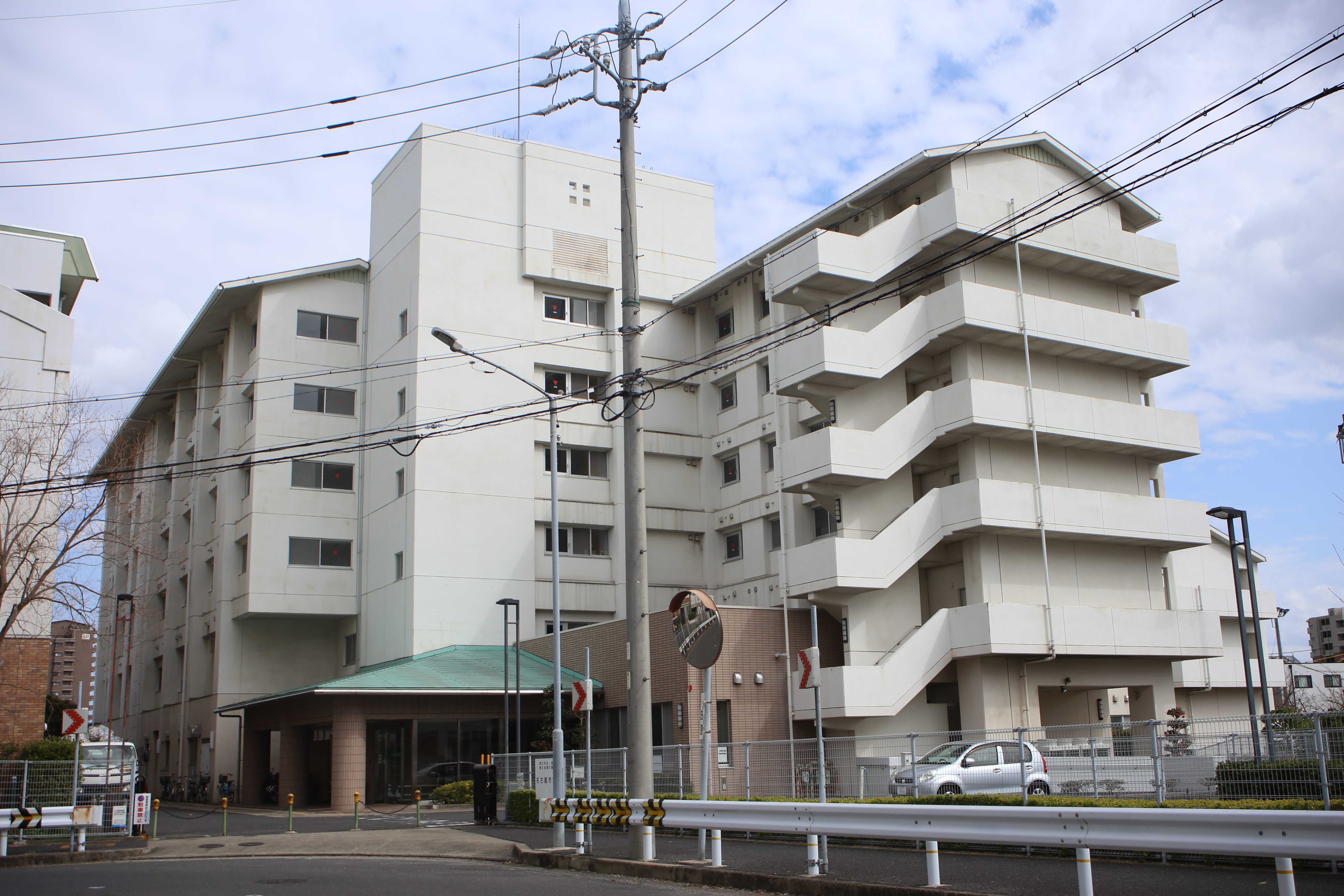
名古屋市清風荘
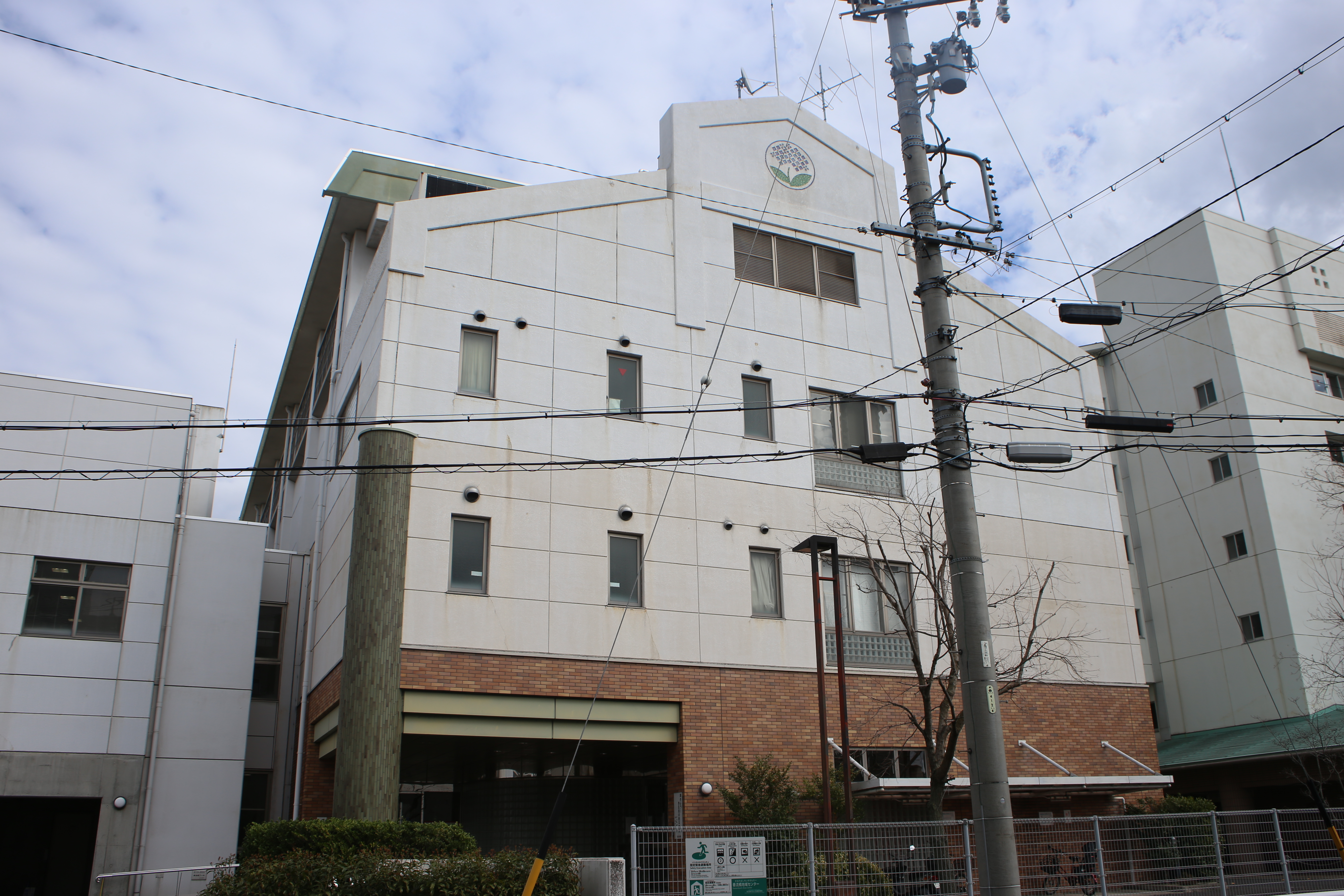
香流橋プール
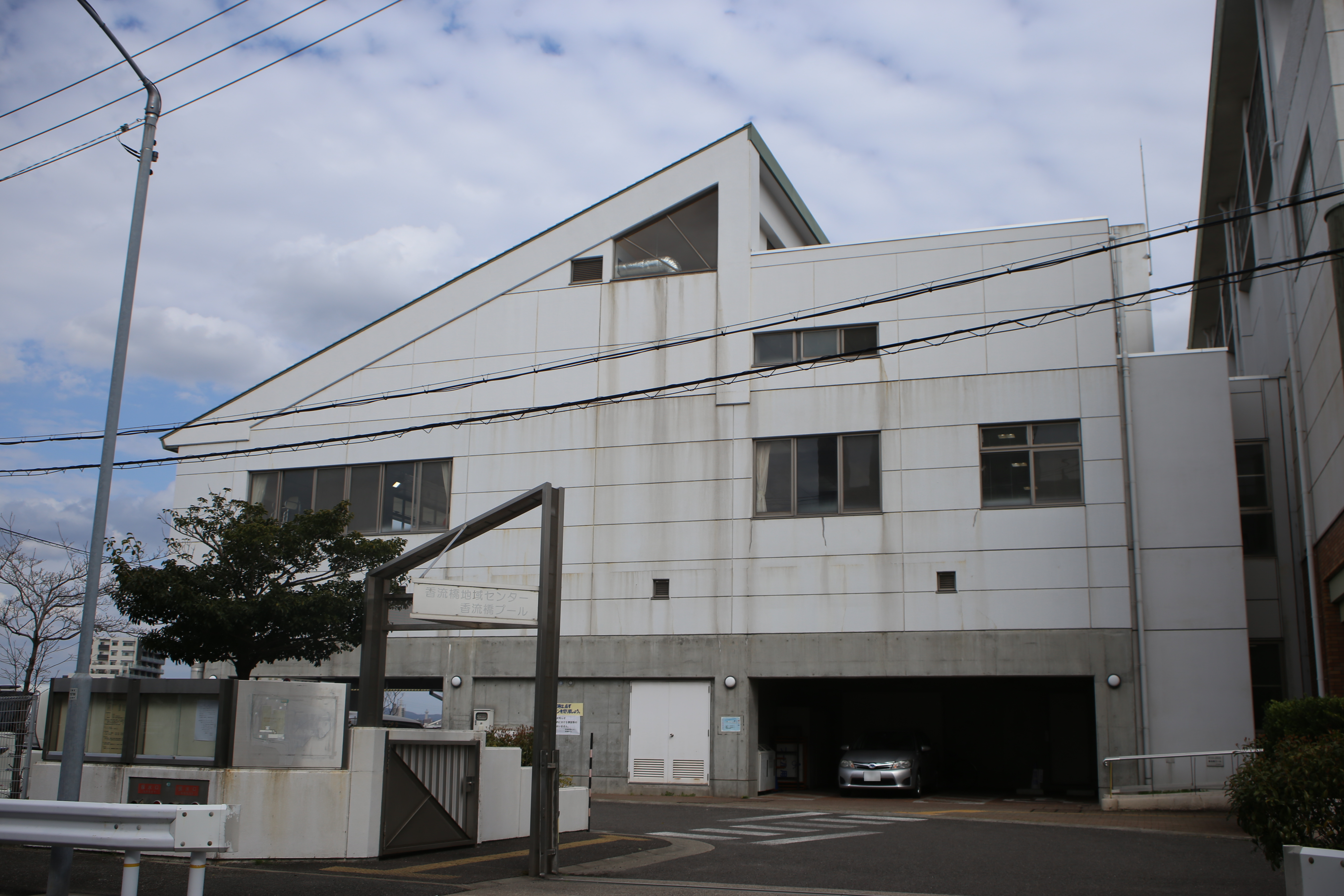
香流橋地域センター

1999年（平成11年）3月15日供用開始。
- 名古屋市猪子石工場
- 香流橋公園
- 名古屋市清風荘
- 香流橋プール
- 香流橋地域センター

## 交通
- 愛知県道215号田籾名古屋線（出来町通）
- 基幹バス
  - 香流橋東バス停（引山・三軒家方面）
  - 猪子石西原バス停（同上）

## その他

### 日本郵便
- 郵便番号 : 464-0002[WEB 3]（集配局：千種郵便局[WEB 12]）。

### WEB
1. 1 2  “愛知県名古屋市千種区の町丁・字一覧”.   人口統計ラボ. 2016年1月29日閲覧。
2. 1 2  “町・丁目(大字)別、年齢(10歳階級)別公簿人口(全市・区別)”.   名古屋市 (2019年1月23日). 2019年1月23日閲覧。
3. 1 2  “郵便番号”.  日本郵便. 2019年1月6日閲覧。
4. ↑  “市外局番の一覧”.   総務省. 2019年1月6日閲覧。
5. ↑  名古屋市役所市民経済局地域振興部住民課町名表示係 (2015年10月21日). “千種区の町名一覧”.   名古屋市. 2016年1月29日閲覧。
6. ↑  名古屋市役所総務局企画部統計課統計係 (2005年7月1日). “（刊行物）名古屋の町(大字)・丁目別人口 (平成12年国勢調査) (8)千種区(第1表から第3表)” (xls). 2015年10月15日閲覧。
7. ↑  名古屋市役所総務局企画部統計課統計係 (2007年6月27日). “（刊行物）名古屋の町(大字)・丁目別人口 (平成17年国勢調査) (8)千種区(第1表から第3表）” (xls). 2015年10月15日閲覧。
8. ↑  名古屋市役所総務局企画部統計課統計係 (2012年4月22日). “（刊行物）名古屋の町(大字)・丁目別人口 (平成22年国勢調査) (8)千種区(第1表から第3表）” (xls). 2015年10月15日閲覧。
9. ↑  “市立小・中学校の通学区域一覧”.   名古屋市 (2018年11月10日). 2019年1月14日閲覧。
10. ↑  “平成29年度以降の愛知県公立高等学校（全日制課程）入学者選抜における通学区域並びに群及びグループ分け案について”.   愛知県教育委員会 (2015年2月16日). 2019年1月14日閲覧。
11. ↑  “都市公園の名称、位置及び区域並びに供用開始の期日” (2019年5月1日). 2019年11月3日閲覧。
12. ↑  郵便番号簿 平成29年度版 - 日本郵便. 2019年01月06日閲覧 (PDF)

### 書籍
1. 1 2  名古屋市計画局 1992, p. 730.
2. 1 2 3 4 5 6 7 8  「角川日本地名大辞典」編纂委員会 1989, p. 1465.
3. 1 2 3 4  名古屋市計画局 1992, p. 100.
4. 1 2  名古屋市総務局統計課 1986, p. 15.
5. ↑  名古屋市総務局企画部統計課 1991, p. 4.
6. ↑  名古屋市総務局企画部統計課 1996, p. 14.
7. ↑  名古屋市会事務局 1983, p. 52.

### 統計資料
- 名古屋市総務局統計課 編『昭和60年国勢調査 名古屋の町・丁目別人口（昭和60年10月1日現在）』名古屋市役所、1986年。
- 名古屋市総務局企画部統計課 編『平成2年国勢調査 名古屋の町（大字）別・年齢別人口（平成2年10月1日現在）』名古屋市役所、1994年。
- 名古屋市総務局企画部統計課 編『平成7年国勢調査 名古屋の町（大字）・丁目別人口（平成7年10月1日現在）』名古屋市役所、1996年。